# Christian Abt
Christian Abt (* 8. Mai 1967 in Kempten (Allgäu)) ist ein ehemaliger deutscher Automobilrennfahrer und Unternehmer.

## Karriere
Seine Anfänge im Motorsport hatte Christian Abt im Motocross. 1983 wurde Abt Deutscher Motocross-Meister. Von 1986 bis 1988 gewann er dreimal den Deutschen OMK-Motocross-Pokal der Gruppe Süd in der 125-cm³-Klasse. 1990 stieg Abt mit der ADAC Formel-Schule auf vier Räder um und gewann diese.
1991 gewann Abt die Formel BMW Junior mit 29 Punkten Vorsprung vor dem späteren Rallyefahrer Lars Mysliwietz. Ein Jahr später wurde Abt in der Deutschen Formel-3-Meisterschaft 13. der Meisterschaft sowie Gesamtsieger der B-Wertung. Bis 1995 blieb Abt im Formelsport, konnte aber im Vergleich zu seinen ersten Jahren keine nennenswerten Erfolge verbuchen. 1996 wechselte er in den Tourenwagen und wurde im familieneigenen Rennstall vierter im Super-Tourenwagen-Cup (STW). In den nächsten beiden Jahren platzierte sich Abt jeweils im Mittelfeld des STW.
1999 wurde Abt in einem umstrittenen Finale letzter Meister der STW: Vor dem Rennen auf dem Nürburgring hatten noch Abt und Opel-Pilot Uwe Alzen Chancen auf den Titel. Am Ende der letzten Runde sah die Reihenfolge auf der Strecke nun so aus: Kris Nissen (Abt-Audi), Uwe Alzen, Christian Abt und dahinter Roland Asch (Opel). Nissen war bereits überrundet und hielt die nachfolgenden eindeutig auf. Asch war bereits nach einem früheren Zwischenfall disqualifiziert worden, hatte die Strecke aber dennoch nicht verlassen. Alzen und Abt belegten hinter Tom Kristensen (Honda) die zweite und dritte Position. Mit dieser Reihenfolge wäre Abt mit acht Punkten Vorsprung Meister gewesen. In der NGK-Schikane kollidierten nun zunächst Nissen und Alzen, nachdem letzterer seinen Bremspunkt verpasste. In der letzten Kurve berührten sich Asch und Abt, wodurch dieser ausschied. Damit wäre Alzen, der mit gebrochener Radaufhängung weiterfahren konnte, Meister gewesen. Das DMSB-Sportgericht entschied jedoch 24 Tage später, die letzte Runde des Rennens nicht zu werten, womit die Meisterschaft an Abt ging.
2000 stieg Abt-Sportsline – zunächst als Privatteam – in die DTM ein. Die Leistungen der Audi TT-R waren jedoch im Vergleich zu den werksseitig konstruierten AMG-Mercedes CLK-DTM und Opel Astra V8 Coupé deutlich im Nachteil. Im selben Jahr wurde Abt mit dem Team Joest dritter bei den 24 Stunden von Le Mans. Seine beste Gesamtplatzierung in der DTM war 2002 ein siebter Platz. 2005 wechselte Abt das Team und bekam einen Jahreswagen beim Audi Sport Team Joest Racing. Nach einer durchwachsenen Saison 2007 beendete Abt seine Karriere in der DTM. 2008 startete Abt für Tolimit Motorsport im Porsche Carrera Cup Deutschland und wurde 14. der Gesamtwertung. 2009 gewann Abt das ADAC GT Masters und wurde Gesamtzweiter des 24-Stunden-Rennen auf dem Nürburgring. Mit dem Team Prosperia UHC Speed wurde Abt 33. der Gesamtwertung des GT Masters. Im Jahr darauf übernahm Abt das Team und trat als Teamchef bis 2016 als Prosperia C. Abt Racing in verschiedenen Rennserien an. 2017 wurde Abt nach fünfjähriger Abstinenz als Fahrer dritter der SP-X-Wertung beim 24-Stunden-Rennen auf dem Nürburgring.

## Privates
2003 bis 2005 führte Abt eine Beziehung mit der Rennfahrerin Christina Surer. Christian Abt ist seit 2008 erneut verheiratet und hat eine gemeinsame Tochter. Aus einer früheren Ehe hat er ein weiteres Kind. Im Juni 2017 beendete Abt nach drei Jahren seine Tätigkeit als Stadtrat der Freien Wähler in Kempten.
Christian Abt ist nicht der einzige Rennfahrer in seiner Familie. Sein Vater Johann Abt ging bereits 1952 als Rennfahrer mit einem DKW Motorrad an den Start. Sein Bruder Hans-Jürgen Abt startete u. a. im Ford Fiesta Mixed Cup und im ADAC-GT-Cup. Dessen Frau Margit Abt war im Ford Fiesta Mixed Cup und im Seat Leon Supercopa aktiv. Deren Sohn Daniel Abt fuhr von 2014 bis 2020 in der FIA-Formel-E-Meisterschaft.

## Auszeichnungen
- 1984 ADAC-Top-Talent im Kartsport
- 1999 ADAC Motorsportler des Jahres

## Statistik

### Karrierestationen
| - 1983: Deutsche Motocross-Meisterschaft (Platz 1) - 1986: Deutscher OMK-Motocross-Pokal (Platz 1) - 1987: Deutscher OMK-Motocross-Pokal (Platz 1) - 1988: Deutscher OMK-Motocross-Pokal (Platz 1) - 1990: ADAC Formel-Schule (Platz 1) - 1992: Deutsche Formel-3-Meisterschaft (Platz 13) - 1992: Deutsche Formel-3-Meisterschaft B-Cup (Platz 1) - 1993: Deutsche Formel-3-Meisterschaft (Platz 7) - 1994: ADAC GT Cup (Platz 9) | - 1994: Deutsche Formel-3-Meisterschaft (Platz 8) - 1994: Deutsche Formel-3-Meisterschaft (Platz 15) - 1996: Super-Tourenwagen-Cup (Platz 4) - 1997: Super-Tourenwagen-Cup (Platz 13) - 1998: Super-Tourenwagen-Cup (Platz 12) - 1999: Super-Tourenwagen-Cup (Platz 1) - 2000: Deutsche Tourenwagen-Masters (Platz 19) - 2001: Deutsche Tourenwagen-Masters (Platz 10) - 2002: Deutsche Tourenwagen-Masters (Platz 7) | - 2003: Deutsche Tourenwagen-Masters (Platz 12) - 2004: Deutsche Tourenwagen-Masters (Platz 16) - 2005: DTM (Platz 9) - 2006: DTM (Platz 13) - 2007: DTM (Platz 15) - 2008: Porsche Carrera Cup Deutschland (Platz 14) - 2009: VLN (Platz 357) - 2009: ADAC GT Masters (Platz 1) - 2012: ADAC GT Masters (Platz 33) |

### Le-Mans-Ergebnisse
| Jahr | Team               | Fahrzeug | Teamkollege      | Teamkollege      | Platzierung | Ausfallgrund |
| ---- | ------------------ | -------- | ---------------- | ---------------- | ----------- | ------------ |
| 1999 | Audi Sport UK Ltd. | Audi R8C | Stefan Johansson | Stéphane Ortelli | Ausfall     | Differential |
| 2000 | Joest Racing       | Audi R8  | Michele Alboreto | Rinaldo Capello  | Rang 3      |              |